# Alpha Cassiopeiae
Alpha Cassiopeiae (α Cas, α Cassiopeiae), numită și Schedar (/ˈʃɛdɑːr/), este o stea de magnitudine 2,24 din constelația nordică Cassiopeia. Deși este listată ca „steaua alfa” de Johann Bayer, luminozitatea vizuală a α Cas se apropie foarte mult de cea a stelei „beta” (β) din constelație (Beta Cassiopeiae) și poate părea puțin mai strălucitoare sau mai slabă, în funcție de banda de trecere utilizată. Cu toate acestea, calculele recente ale telescopului WISE al NASA confirmă că α Cas este cea mai strălucitoare stea din Cassiopeia, cu o magnitudine aparentă de 2,240. Magnitudinea sa absolută este de 18 ori mai mare decât cea a β Cas și se află la o distanță de peste patru ori mai mare de Soare.